# HAREC
HAREC of geHarmoniseerd Amateur Radio Examen Certificaat is een examenprogramma voor kandidaat-zendamateurs waarvan de leerstof is opgegeven door het CEPT.  Het examen werd in 1991 ingevoerd met als doel de (technische) examenstof voor de vergunning in verschillende landen gelijk te maken.   Het is de bedoeling dat wanneer een radioamateur een harec certificaat behaalt in een bepaald land dan zonder problemen een volwaardige vergunning kan aanvragen in een ander land dat de harec-vergunning ook accepteert, en dit zonder in dat land nogmaals een examen te moeten afleggen.  De HAREC-vergunning is permanent (tenzij ze wordt afgenomen door bijvoorbeeld wangedrag op frequentie), al moet in de meeste landen elk jaar een vergoeding ("rechten" of "dossierkosten") betaald worden.

## Landen die het HAREC-certificaat accepteren
- België
- Bulgarije
- Cyprus
- Denemarken
- Duitsland
- Estland
- Finland
- Ierland
- IJsland
- Kroatië
- Liechtenstein
- Litouwen
- Nederland
- Noorwegen
- Oostenrijk
- Portugal
- Slowakije
- Slovenië
- Tsjechië
- Verenigd Koninkrijk
- Zweden
- Zwitserland

## Landen die het HAREC-certificaat accepteren maar de kennis van morsecode eisen om op HF (korte golf) te mogen uitkomen
- Bosnië en Herzegovina
- Frankrijk
- Griekenland
- Hongarije
- Italië
- Letland
- Luxemburg
- Malta
- Monaco
- Polen
- Roemenië
- Spanje
- Turkije
- Oekraïne

## Landen die het HAREC-certificaat niet accepteren
- Albanië
- Andorra
- Azerbeidzjan
- Moldavië
- Noord-Macedonië
- Rusland
- San Marino
- Servië en Montenegro
- Vaticaanstad
- Wit-Rusland